# Bernd Reuther
Bernd Hermann Heinrich Reuther (* 1. Mai 1971 in Wesel) ist ein deutscher Politiker (FDP). Er war von 2017 bis 2025 Mitglied des Deutschen Bundestages und ab 2021 verkehrspolitischer Sprecher der FDP-Bundestagsfraktion.

## Leben
Nach dem Abitur 1990 absolvierte Reuther seinen Wehrdienst beim Nachschubbataillon 110 in Rheine und studierte im Anschluss bis 1998 Sozialwissenschaften an der Gerhard-Mercator Universität in Duisburg. Danach arbeitete er ein Jahr als wissenschaftlicher Mitarbeiter bei Staatsminister Werner Hoyer und anschließend als Büroleiter beim Mitglied des Bundestags Günter Rexrodt in Berlin. Von 2003 bis 2006 diente Reuther als stellvertretender Regierungssprecher der Landesregierung von Sachsen-Anhalt und anschließend als Associate Director bei Hill & Knowlton Strategies. 2009 wurde er erst Abteilungsleiter bei der Duisburger Hafen AG und zwei Jahre später bei der Hochtief AG. Diese Funktion übte er bis zu seinem Einzug in den Deutschen Bundestag 2017 aus.

## Politische Arbeit
Reuther trat 1990 der FDP bei, wurde 2010 erst stellvertretender, dann zwei Jahre später Ortsvorsitzender der FDP in Wesel. Von 2014 bis 2020 war er zudem Mitglied der FDP-Fraktion im Rat der Stadt Wesel, deren Vorsitz er von 2014 bis 2017 innehatte. Seit 2018 ist Bernd Reuther Vorsitzender des FDP-Kreisverbands Wesel.
Für die Bundestagswahl 2017 trat Reuther im Bundestagswahlkreis Wesel I an und zog über den Platz 13 der Landesliste der FDP NRW in den 19. Deutschen Bundestag ein. Dort war er ordentliches Mitglied im Ausschuss für Verkehr und digitale Infrastruktur und stellvertretendes Mitglied im Ausschuss für die Angelegenheiten der Europäischen Union.
Bei der Bundestagswahl 2021 kandidierte Reuther erneut auf Platz 13 der Landesliste der FDP NRW und wurde in den 20. Deutschen Bundestag gewählt. Ab Dezember 2021 war er verkehrspolitischer Sprecher und Obmann der FDP-Bundestagsfraktion im Verkehrsausschuss. Außerdem war er ordentliches Mitglied im Sportausschuss sowie stellvertretendes Mitglied im Haushaltsausschuss. Reuther war zudem einer der Sprecher der Parlamentarischen Gruppe Binnenschifffahrt und stellvertretender Vorsitzender der Deutsch-Brasilianischen Parlamentariergruppe.
Darüber hinaus hat Reuther das Buch „Aufstieg – 16 Vorschläge für die Zukunft Deutschlands“ gemeinsam mit dem Bundestagsabgeordnete Frank Schäffler herausgegeben. Darin entwirft er mit 15 Autoren aus Politik, Wirtschaft und Wissenschaft Vorschläge, wie sozialer Aufstieg in Deutschland wieder ermöglicht werden soll.

## Privates
Reuther ist verheiratet, römisch-katholisch und Vater eines Kindes.